# Piotr Ignut
Piotr Izydor Ignut (ur. 27 kwietnia 1907 w Brześciu, zm. 30 października 1953 we Wrocławiu) – kapitan lotnictwa Wojska Polskiego.

## Życiorys
Ukończył gimnazjum w Brześciu. W 1926 rozpoczął naukę Oficerskiej Szkole Lotniczej w Grudziądzu, która w 1927 została przeniesiona do Dęblina, a w następnym roku przemianowana na Szkołę Podchorążych Lotnictwa. 15 sierpnia 1929 został mianowany podporucznikiem ze starszeństwem z 15 sierpnia 1929 i 49. lokatą w korpusie oficerów lotnictwa, i wcielony do 2 pułku lotniczego w Krakowie. W krakowskim pułku został przydzielony do 22 Eskadry Liniowej. W 1930 uległ ciężkiemu wypadkowi podczas kursu pilotażu. W 1932 rozpoczął studia na Wydziale Elektrycznym Politechniki Warszawskiej, które ukończył w 1936. Wtedy też został oficerem technicznym 21 Eskadry Liniowej. W 1939 pełnił służbę w Instytucie Technicznym Lotnictwa w Warszawie na stanowisku kierownika referatu. Na stopień kapitana został mianowany ze starszeństwem z 19 marca 1939 i 8. lokatą w korpusie oficerów lotnictwa, grupa techniczna. W tym samym roku zdobył w Aeroklubie Warszawskim licencję pilota turystycznego.
We wrześniu 1939 walczył w obronie Warszawy w szeregach lotniczego batalionu szturmowego. 29 września, po kapitulacji załogi stolicy, dostał się do niemieckiej niewoli. Początkowo przebywał w Oflagu II A Prenzlau, a od 24 lutego 1941 w Oflagu II E Neubrandenburg .
W 1945 wraz z rodziną osiedlił się we Wrocławiu i został zaangażowany do prac związanych z organizacją i uruchomieniem tamtejszego lotniska. Od 1946 był kierownikiem lokalnego oddziału PLL LOT. W 1949 oddelegowano go do Sztokholmu, gdzie tworzono przedstawicielstwo PLL LOT. W 1952 powrócił do Wrocławia, gdzie 30 maja 1953 zmarł nagle, mając 46 lat. Spoczywa na Cmentarzu Osobowickim. Jago nazwisko nosi jedna z ulic na wrocławskim osiedlu Kozanów.

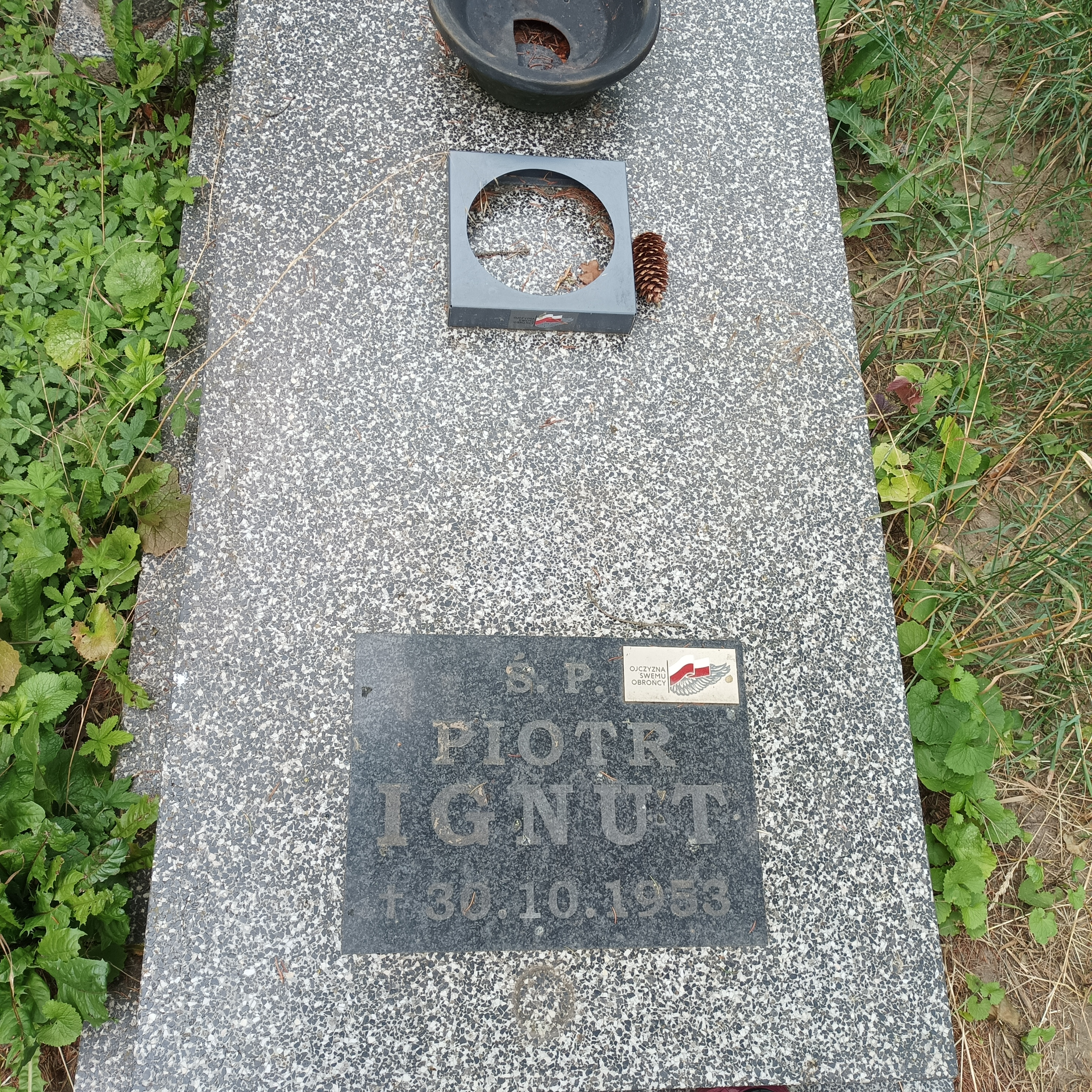
Grób Piotra Ignuta na Cmentarzu Osobowickim

## Kontrowersje
Życiorys Piotra Ignuta przedstawiony w napisanej przez Huberta Kazimierza Kujawę Księdze Lotników Polskich Poległych, Zmarłych i Zaginionych w latach 1939–1946 odbiega od powyższego. Tamtejszy biogram zamieszczony na s. 16 w tomie II przedstawia, że Piotr Ignut po ukończeniu Szkoły w Dęblinie został skierowany do służby w 4 Pułku Lotniczym w Toruniu, gdzie będąc obserwatorem, latał w 41 Eskadrze Liniowej. Po sześciu latach służby został skierowany do 1 Pułku Lotniczego w Warszawie, a w 1937 do pracy w Instytucie Technicznym Lotnictwa. Po ewakuacji do Rumunii został internowany i osadzony w obozie w Starobielsku. Według Huberta Kazimierza Kujawy Piotr Ignut miał zginąć z rąk NKWD w Charkowie wiosną 1940, gdy likwidowano starobielski obóz. Prawdopodobnie jest to wynikiem wplątania do życiorysu Piotra Ignuta losów jego starszego brata por. pil. st. spocz. Stanisława Wacława (1899–1940 Charków).